# Ente Sportivo "Francesco Baracca" 1940-1941
Questa voce raccoglie le informazioni riguardanti l'Ente Sportivo "Francesco Baracca" nelle competizioni ufficiali della stagione 1940-1941.

## Rosa
| N. |                   | Ruolo | Calciatore        |
| -- | ----------------- | ----- | ----------------- |
|    | Italia (bandiera) | A     | Renato Azzaroli   |
|    | Italia (bandiera) | D     | Lorenzo Bacchini  |
|    | Italia (bandiera) | D     | Raffaele Bertulli |
|    | Italia (bandiera) | D     | Alfredo Calderoni |
|    | Italia (bandiera) | A     | Carlo Capra       |
|    | Italia (bandiera) | C     | A. Capucci        |
|    | Italia (bandiera) | A     | Ruggero Capucci   |
|    | Italia (bandiera) | D     | S. Dalle Vacche   |
|    | Italia (bandiera) | P     | Giuseppe Dirani   |
|    | Italia (bandiera) | C     | Lorenzo Ferrari   |
|    | Italia (bandiera) | A     | O. Filippi        |
|    | Italia (bandiera) | A     | M. Gessi          |
|    | Italia (bandiera) | A     | Riccardo Maini    |
|    | Italia (bandiera) | D     | Alberto Mazzanti  |

| N. |                   | Ruolo | Calciatore         |
| -- | ----------------- | ----- | ------------------ |
|    | Italia (bandiera) | A     | Giuliano Mezzogori |
|    | Italia (bandiera) | P     | Gino Panighi       |
|    | Italia (bandiera) | C     | Raul Ravaglia      |
|    | Italia (bandiera) | C     | R. Ricci Maccarini |
|    | Italia (bandiera) | C     | Angelo Roversi     |
|    | Italia (bandiera) | A     | Sergio Spini       |
|    | Italia (bandiera) | A     | Giulio Tabanelli   |
|    | Italia (bandiera) | D     | S. Tampieri        |
|    | Italia (bandiera) | A     | Ligio Tani         |
|    | Italia (bandiera) | C     | A. Tognin          |
|    | Italia (bandiera) | A     | M. Valenti         |
|    | Italia (bandiera) | D     | Domenico Zardi     |
|    | Italia (bandiera) | C     | Manetto Zoli       |